# Даллас (місто, Вісконсин)
Даллас (англ. Dallas) — місто (англ. town) в США, в окрузі Беррон штату Вісконсин. Населення — 570 осіб (2020).

## Демографія
Згідно з переписом 2010 року, у місті мешкали 574 особи в 218 домогосподарствах у складі 170 родин. Було 236 помешкань
Расовий склад населення:
| - 95,5 % — білих - 2,1 % — азіатів - 0,3 % — корінних американців - 1,2 % — осіб інших рас |

До двох чи більше рас належало 0,9 %. Частка іспаномовних становила 2,3 % від усіх жителів.
За віковим діапазоном населення розподілялося таким чином: 24,7 % — особи молодші 18 років, 61,5 % — особи у віці 18—64 років, 13,8 % — особи у віці 65 років та старші. Медіана віку мешканця становила 40,4 року. На 100 осіб жіночої статі у місті припадало 107,2 чоловіків;  на 100 жінок у віці від 18 років та старших — 113,9 чоловіків також старших 18 років.
Середній дохід на одне домашнє господарство  становив 77 417 доларів США (медіана — 68 413), а середній дохід на одну сім'ю — 89 748 доларів (медіана — 72 083). Медіана доходів становила 41 406 доларів для чоловіків та 30 833 долари для жінок. За межею бідності перебувало 3,5 % осіб, у тому числі 0,0 % дітей у віці до 18 років та 8,2 % осіб у віці 65 років та старших.
Цивільне працевлаштоване населення становило 331 особа. Основні галузі зайнятості: освіта, охорона здоров'я та соціальна допомога — 21,8 %, виробництво — 17,2 %, сільське господарство, лісництво, риболовля — 16,3 %.